# Крвава сарајевска свадба
„Крвава сарајевска свадба“ је српски документарни филм режисера Драгана Тепавчевића. Филм говори о догађају познатом као убиство старог свата испред Старе цркве на Башчаршији, који се десио 1. марта 1992.
У изради филма су кориштени архивски снимци Српске радио-телевизије (СРТ), као и аутентични ВХС снимци породице Гардовић.

## Радња
Свадба Милана Гардовића и Дијане Тамбур почиње у јутарњим часовима 1. марта 1992. у стану младожењиног оца Николе Гардовића. Сватови се веселе у стану, затим излазе пред зграду одакле колона возила креће ка цркви на Пофалићима. Након у цркви обављеног вјенчања, сватови сједају у возила и крећу ка Дому Свете Текле у Старој цркви на Башчаршији, гдје је приређен свадбени ручак. Сватовска колона стиже на Башчаршију а сватови излазе из паркираних аутомобила. Поред сватова се паркира и бијели голф из кога излазе тројица непознатих момака. Један од непознатих, Рамиз Делалић звани Ћело, прилази старом свату Николи Гадоровићу. Стари сват је убијен, а свадбено весеље се претвара у трагедију и жалост.

## Улоге
У филму су учествовали по редосљеду појављивања:
| Глумац          | Улога          |
| --------------- | -------------- |
| Којо Тамбур     | невјестин отац |
| Јован Гардовић  | син Николин    |
| Раденко Мировић | зет            |
| Јелена Гардовић | супруга        |
| Рамиз Делалић   | убица          |
| Драган Гардовић | син Николин    |
| Никола Гардовић | унук Николин   |